# Klára Černá
Ne pas confondre avec Lenka Černá, une autre handballeuse tchèque.
Klára Černá, née le  29 janvier 1985 à Pardubice, est une handballeuse tchèque.
Après avoir évolué au DHC Slavia Prague, elle rejoint pour la saison 2013-2014 le HBC Nîmes. Il met un terme à sa carrière en 2015.
Avec l'équipe nationale tchèque, elle a notamment participé au Championnat d'Europe 2012, terminé à la 12e place, et au Championnat du monde 2013, terminé à la 15e place.